# Lophius americanus
Lophius americanus là một loài cá trong họ Lophiidae. Nó có nguồn gốc ở bờ biển phía đông của Bắc Mỹ. Đây là loài cá có bề ngoài độc đáo duy nhất và không có loài có quan hệ gần mà nó có thể bị nhầm lẫn trong các khu vực bị người ta bắt. Một loài cá có tầm quan trọng ít hơn so với thức ăn nuôi cá khác trong khu vực, với tên gọi khác nhau của loài cá này cho thấy hình dạng bất thường - miệng rất lớn, gấp hơn hai lần chiều rộng của đuôi, với nhiều gai và răng chắc khỏe, cho phép loài này tóm con mồi lớn hơn chính nó